# Coprinopsis
Coprinopsis (Petter Adolf Karsten, 1881), din încrengătura Basidiomycota în clasa Agaricomycetes, ordinul Agaricales și familia Psathyrellaceae este un gen destul de mare de ciuperci saprofite cu, conform Mycobank, 165 de specii (în Europa mult mai puține) care a fost separat de genul Coprinus pe baza filogeniei moleculare. Tipul de specie este Coprinopsis friesii.

## Istoric
Micologul suedez Petter Adolf Karsten a creat acest gen în 1881 pentru a deosebi bureții de cerneală cu o mărime medie de mai marii din genul Coprinus și mai micii din genul Coprinellus (de asemenea determinat de el în 1879). Dar denumirea nu a fost acceptată în mare majoritate până în anul 2001, când micologii Vilgalys, Moncalvo și Redhead au dovedit diferența datorită filogeniei moleculare.
Deși numele binomial este singurul valabil pentru speciile enumerate mai jos în prezent (2019), denumirea nu s-a impus până acum nici în cărții de ciuperci recente.
Denumirea Coprinopsis al micologului belgian Maurice Beeli (1879-1957) nu este acceptat, fiind un omonim (în taxonomie un nume pentru un taxon care este identic în ortografie cu un alt nume care a fost atribuit unui alt taxon). În prezent este un sinonim pentru genul Oudemansiella, determinat de micologul italo-argentinian Carlo Luigi Spegazzini deja în 1881.

## Taxonomie
Pe baza studiilor moleculare și ADN prin Scott A. Redhead și colaboratori, familia Coprinaceae a fost împărțită în Coprinus Pers. (1797) sensu stricto nou la familia Agaricaceae și în Coprinellus P.Karst. (1879) , Coprinopsis (Bull.) P.Karst. (1881) precum Parasola, Redhead Vilgalys Hopple (2001) pentru care acești micologi au creat noua familie Psathyrellaceae (2001). Istoricul nomenclaturii și tipificările numelor tratate anterior ca sinonime ale lui Coprinus sunt revizuite. A fost demonstrat că caracterele taxonomice considerate anterior nu sunt generic semnificative, câștigă însă importanță atunci când sunt corelate cu dovezi moleculare. Sunt propuse multe combinații noi. Este furnizată o cheie care utilizează caracteristici anatomice pentru genurile coprinoide recunoscute molecular (filogenetic).
Specia Coprinopsis cinerea este un organism model pentru basidiomicetele formatoare de ciuperci, iar genomul ei a fost secvențiat complet.

## Habitat
Speciile acestui gen foarte răspândit cresc obișnuit în grupuri mari sau în tufe pe sol bogat în substanțe organice, dar de asemenea pe cel calcaros, prin păduri de foioase (rar și în cele de conifere), pe pajiști, halde de gunoi, în grădini, parcuri și la margini de drum. Se pot găsi de la câmpie la munte, timpul fructificației fiind din primăvară până toamna. Iubesc umezeala, de acea apar cu predilecție după o ploaie caldă.

## Descriere și valorificare
Cu excepția câtorva soiuri, ca de exemplu  Coprinopsis atramentaria sau Coprinopsis picacea, ciupercile acestui gen sunt destul de mici cu pălăria de 2-6 cm în diametru precum un picior subțire, dar mereu mai lung decât mărimea pălăriei de până la 12 cm și carne subțire. Pălăria inițial semisferică capătă după scurt timp o formă de clopot. Lamelele dese și subțiri sunt numai slab aderate la picior. Toate speciile genului au ceva în comun, anume o „viață” foarte scurtă a corpurilor fructifere. Deja după puține ore ajung la maturitate și atunci, cauzat autolizei, lamelele și pălăria încep să se dezintegreze, transformându-se într-un lichid negru asemănător cernelii care conține sporii. Sporii netezi, elipsoidali și cu un por de germen in centru sunt destul de mici și mereu de culoare închisă: bruni, brun-purpurii, dar preponderent negri.
Majoritatea speciilor sunt necomestibile, fără nici o valoare culinară. Cele comestibile, consumate în combinație cu alcoolul (băut cu 2 zile înainte și până la 5 zile după ingerare), provoacă atunci intoxicații destul de grave.
Din lichidul ciupercilor a fost preparat pe vremuri o cerneală indelebilă, adesea amestecată cu ulei de cuișoare drept conservant. Pentru prepararea cernelii nu au fost folosite doar ciuperci mari, ci și cele mici care cresc nu rar în grupuri de peste 100 de exemplare.

## Specii ale genului (selecție)
În urmare este listată o selecție a speciilor documentate în Mycobank:
| - Coprinopsis acuminata - Coprinopsis africana - Coprinopsis alcobae - Coprinopsis alutaceivelata - Coprinopsis ammophilae - Coprinopsis argentea - Coprinopsis atramentaria - Coprinopsis austrofriesii - Coprinopsis austrophlyctidospora - Coprinopsis babosiae - Coprinopsis bicornis - Coprinopsis brunneistragulata - Coprinopsis brunneofibrillosa - Coprinopsis bubalina - Coprinopsis burkii - Coprinopsis calospora - Coprinopsis candidolanata - Coprinopsis caribaea - Coprinopsis cinchonensis - Coprinopsis cinerea - Coprinopsis cinereofloccosa - Coprinopsis clastophylla - Coprinopsis coniophora - Coprinopsis cordispora - Coprinopsis cothurnata | - Coprinopsis cubensis - Coprinopsis depressiceps - Coprinopsis ealaensis - Coprinopsis echinospora - Coprinopsis ephemeroides - Coprinopsis epichloës - Coprinopsis episcopalis - Coprinopsis erythrocephala - Coprinopsis extinctoria - Coprinopsis fibrillosa - Coprinopsis filamentifera - Coprinopsis fluvialis - Coprinopsis friesii - Coprinopsis fusispora - Coprinopsis geesterani - Coprinopsis gonophylla - Coprinopsis goudensis - Coprinopsis herbivora - Coprinopsis herinkii - Coprinopsis heterocoma - Coprinopsis insignis - Coprinopsis jamaicensis - Coprinopsis jonesii - Coprinopsis karwinicola - Coprinopsis kimurae | - Coprinopsis krieglsteineri - Coprinopsis kubickae - Coprinopsis laanii - Coprinopsis lagopides - Coprinopsis lagopus - Coprinopsis lotinae - Coprinopsis luteocephala - Coprinopsis macrocephala - Coprinopsis macropus - Coprinopsis marcescibilis - Coprinopsis marcida - Coprinopsis martinii - Coprinopsis maysoidispora - Coprinopsis mexicana - Coprinopsis mitraespora - Coprinopsis myceliocephala - Coprinopsis narcotica - Coprinopsis neolagopus - Coprinopsis neophlyctidospora - Coprinopsis neotropica - Coprinopsis nevillei - Coprinopsis nivea - Coprinopsis novorugosobispora - Coprinopsis ochraceolanata - Coprinopsis pachyderma | - Coprinopsis pachysperma - Coprinopsis paleotropica - Coprinopsis pannucioides - Coprinopsis papagoensis - Coprinopsis phaeopunctata - Coprinopsis phaeospora - Coprinopsis phlyctidospora - Coprinopsis picacea - Coprinopsis piepenbroekorum - Coprinopsis pinguispora - Coprinopsis poliomalla - Coprinopsis pseudocortinata - Coprinopsis pseudofriesii - Coprinopsis pseudonivea - Coprinopsis pseudoradiata - Coprinopsis psychromorbida - Coprinopsis radiata - Coprinopsis radicans - Coprinopsis radicata - Coprinopsis romagnesiana - Coprinopsis rugosobispora - Coprinopsis saccharomyces - Coprinopsis sclerotiger - Coprinopsis sclerotiorum - Coprinopsis scobicola | - Coprinopsis semitalis - Coprinopsis spelaiophila - Coprinopsis spilospora - Coprinopsis stangliana - Coprinopsis stercorea - Coprinopsis striata - Coprinopsis strossmayeri - Coprinopsis subtigrinella - Coprinopsis sylvicola - Coprinopsis tectispora - Coprinopsis tigrina - Coprinopsis tigrinella - Coprinopsis triplex - Coprinopsis trispora - Coprinopsis tuberosa - Coprinopsis udicola - Coprinopsis uliginicola - Coprinopsis undulata - Coprinopsis urticicola - Coprinopsis utrifer - Coprinopsis variegata - Coprinopsis vermiculifer - Coprinopsis villosa - Coprinopsis xantholepis - Coprinopsis xenobia |

## Genul în imagini

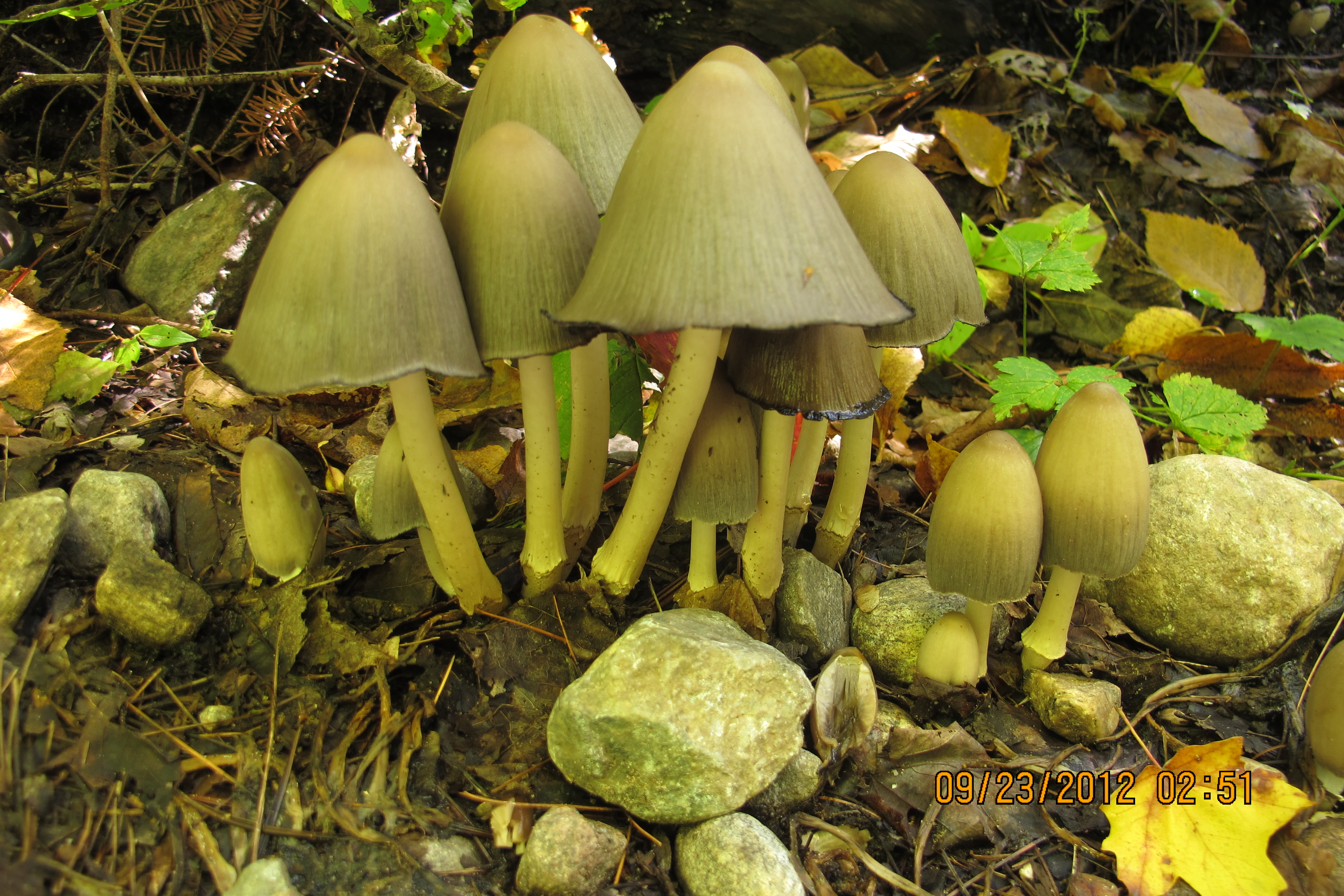
C. acuminata
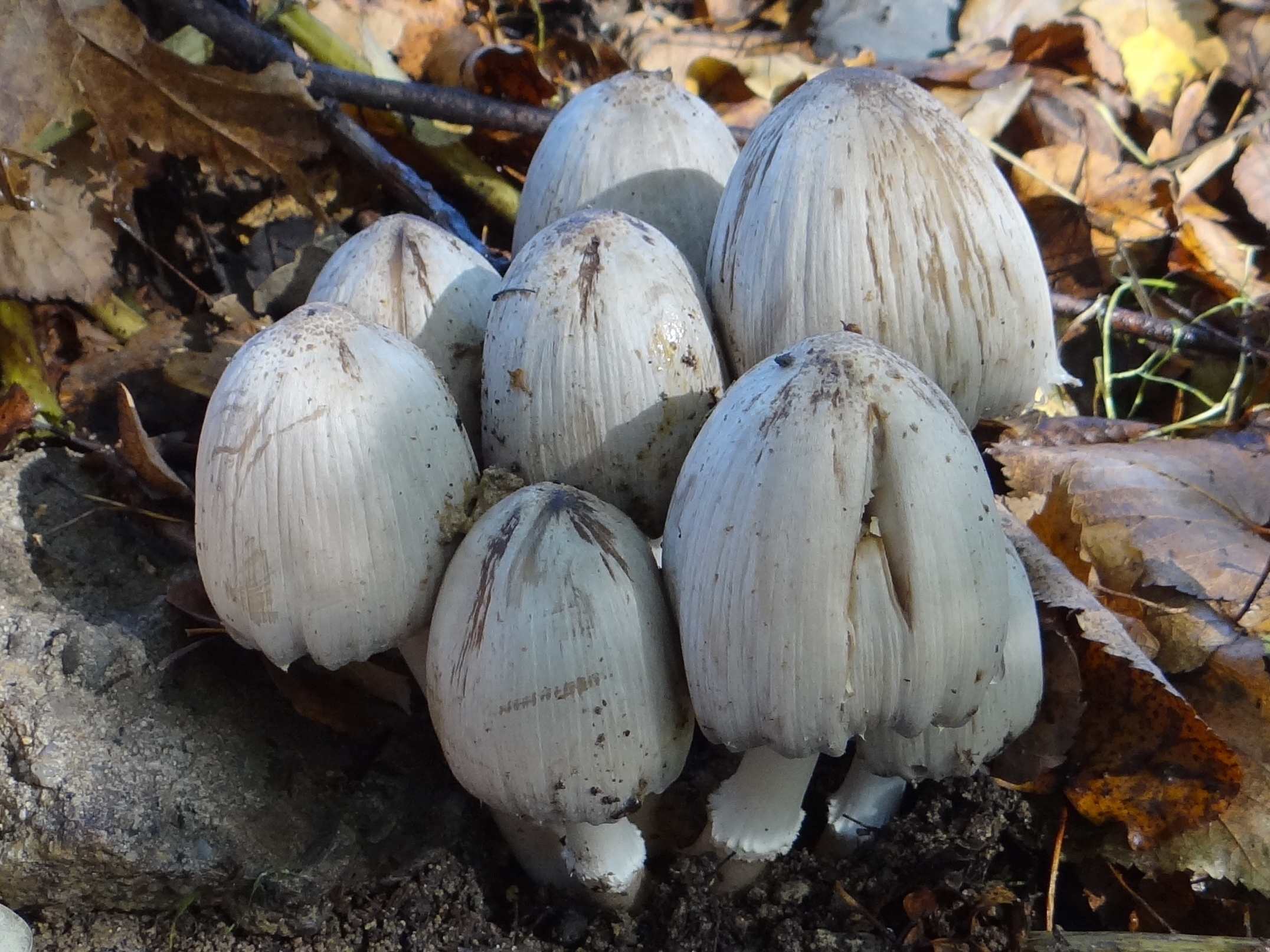
C. atramentaria
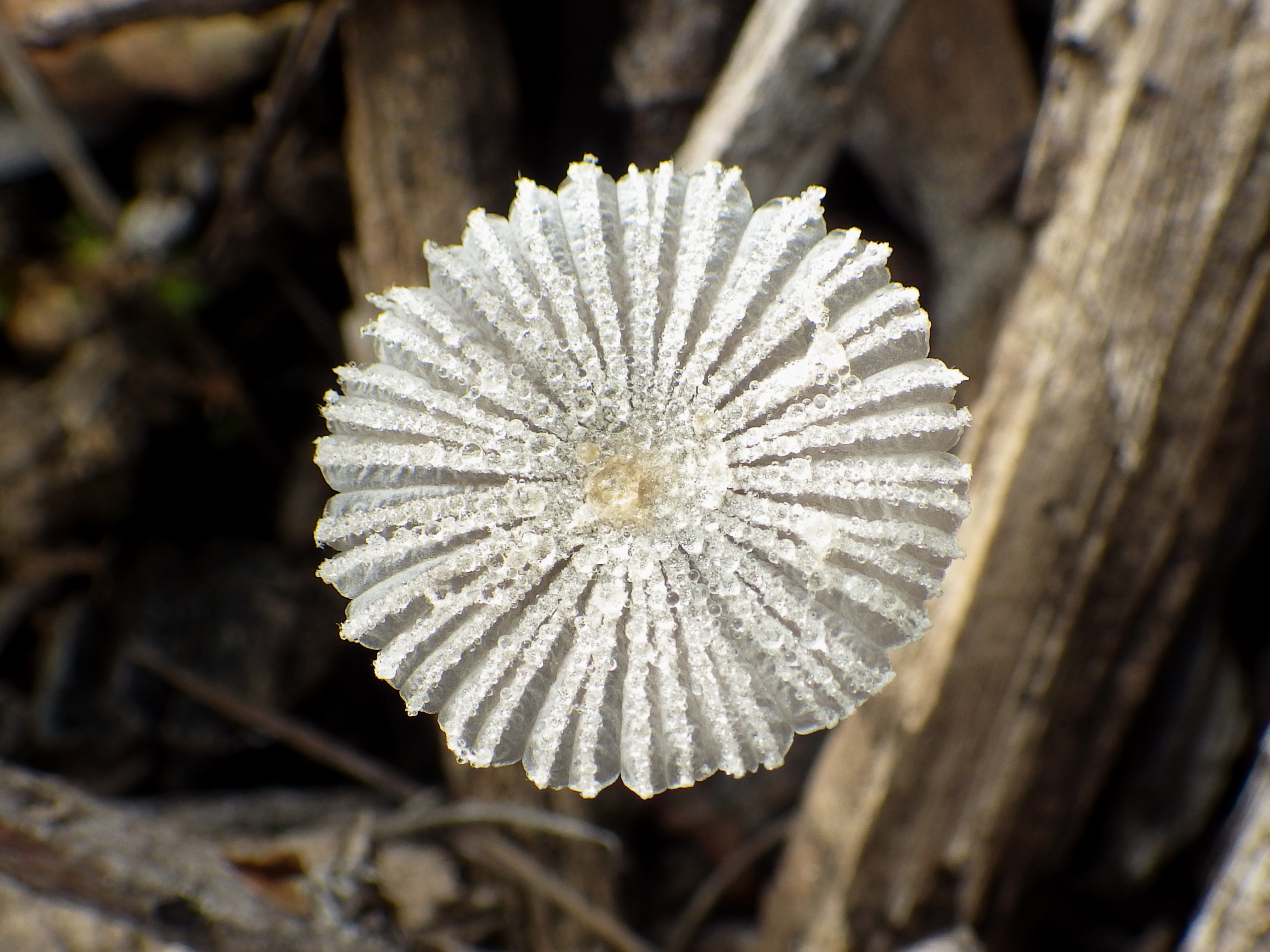
C. candidata
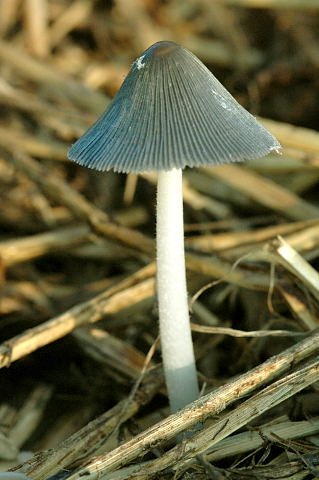
Coprinopsis cinerea
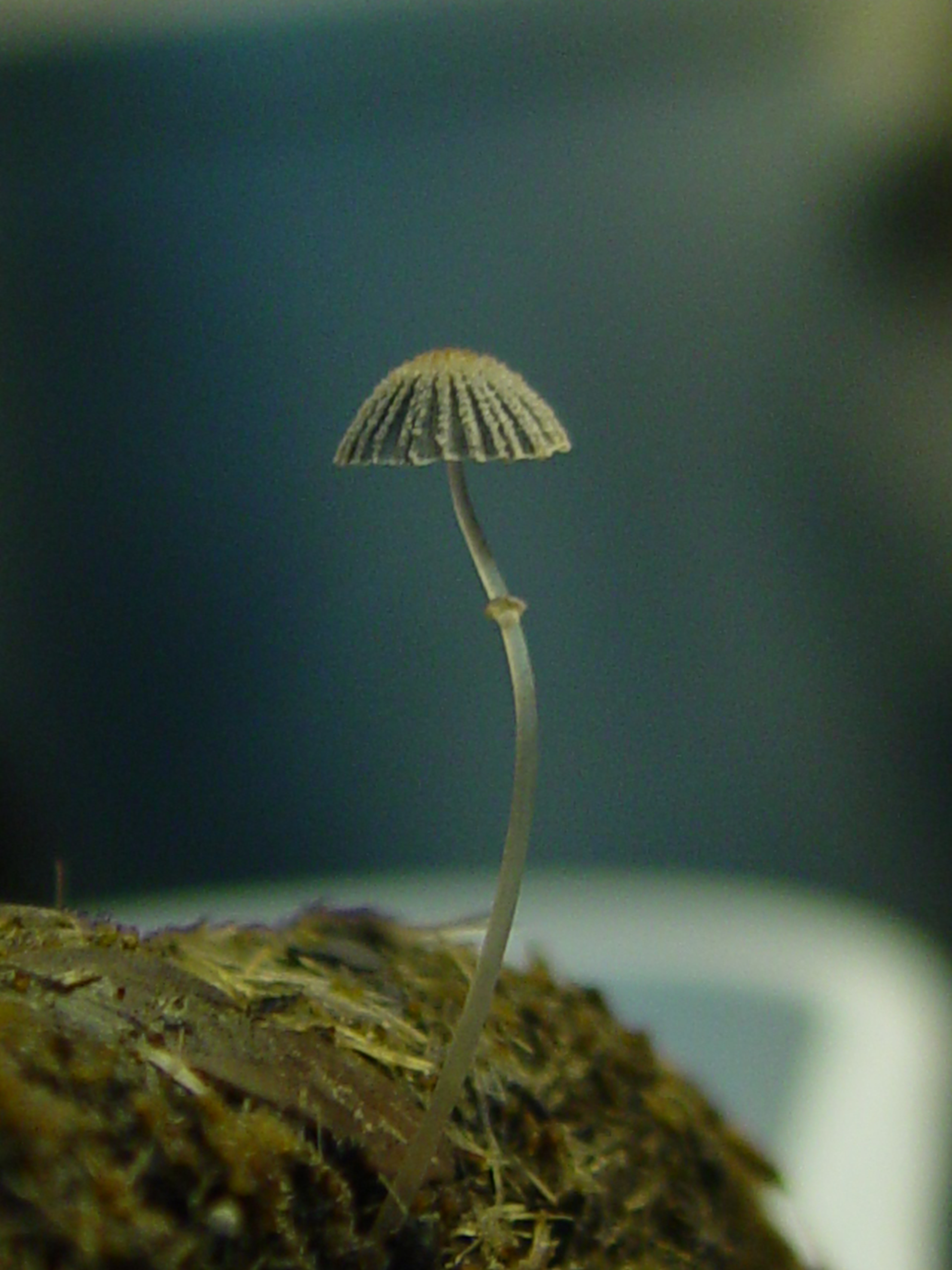
C. ephemeroides
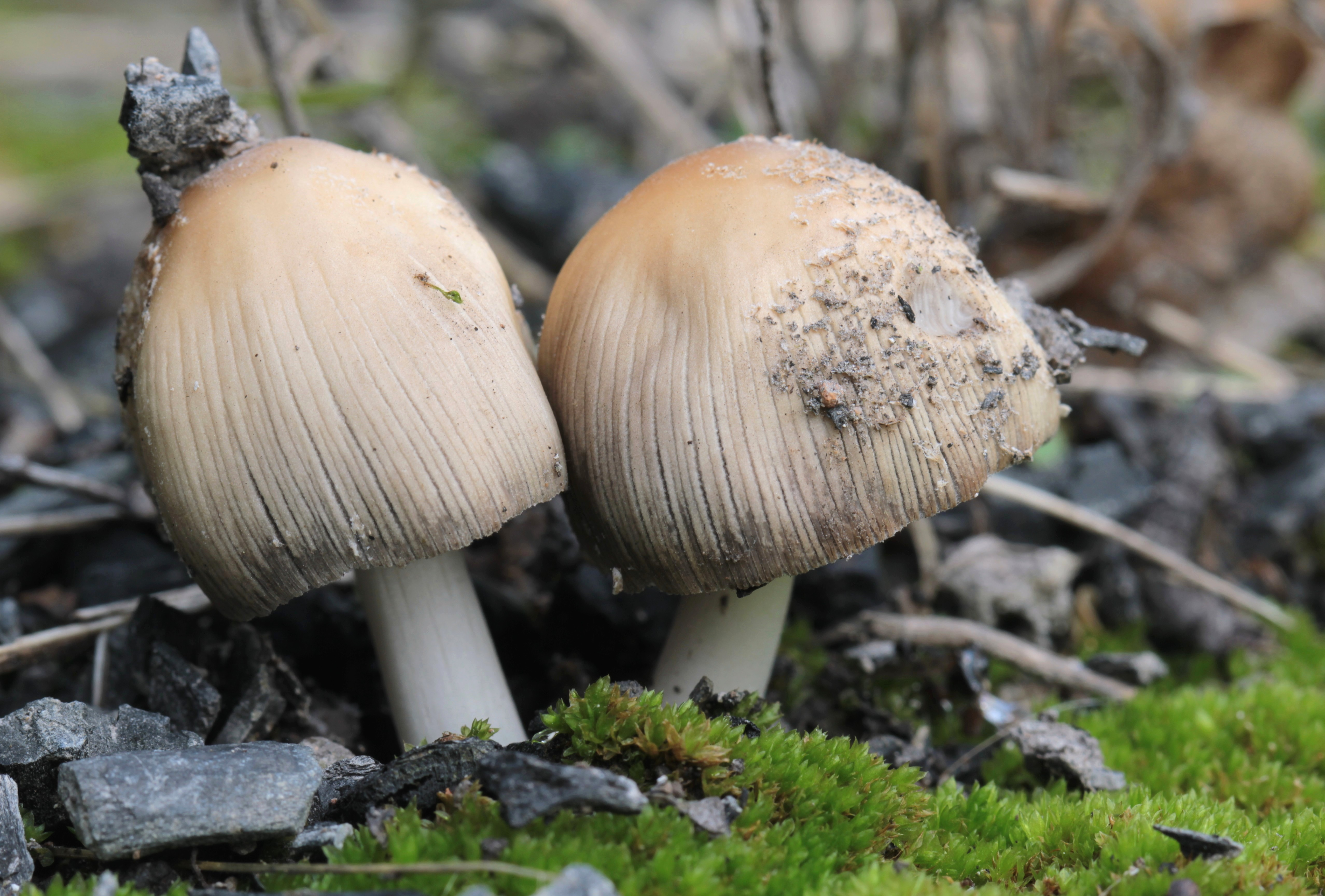
C. jonesii
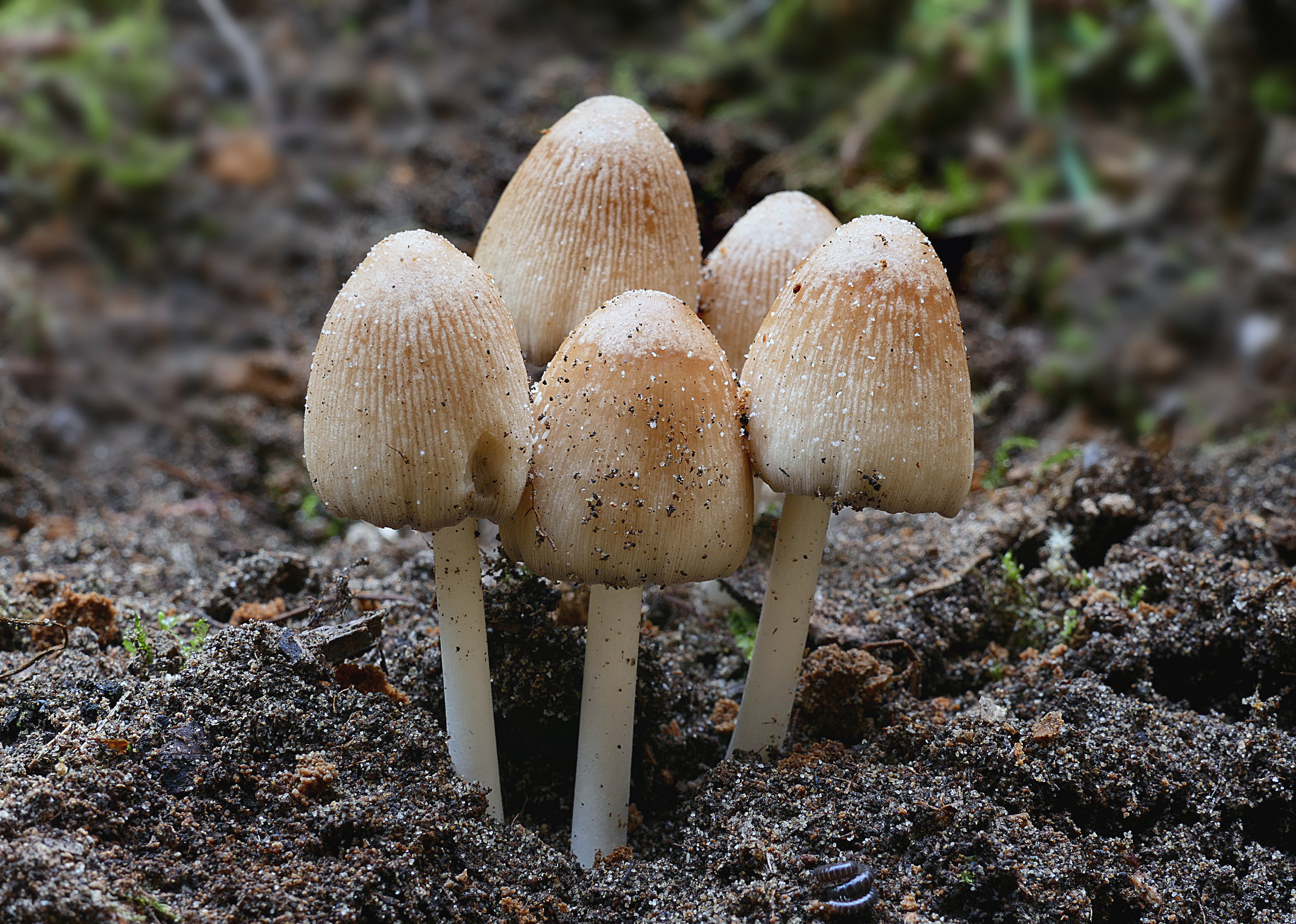
C. laanii
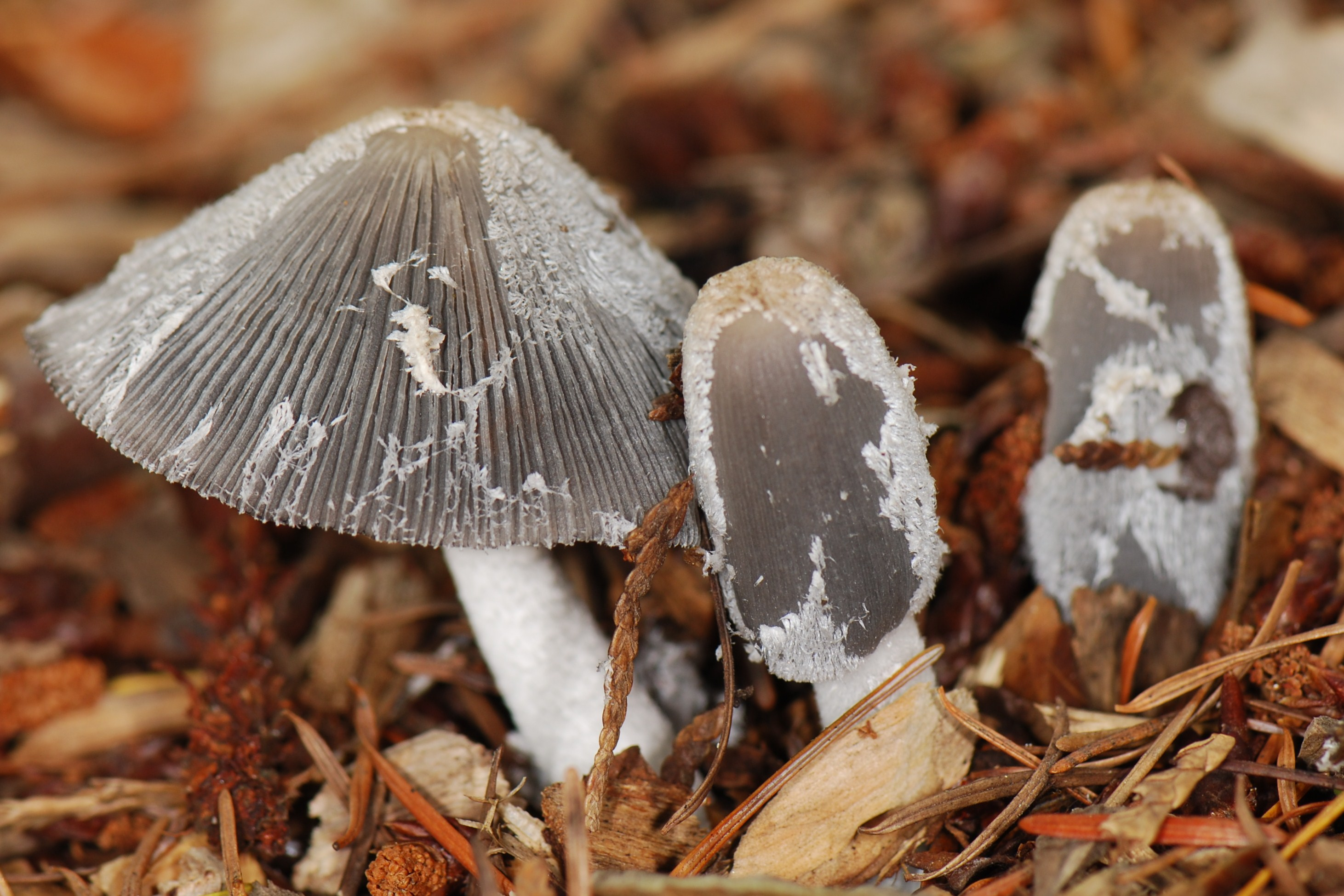
C. lagopus
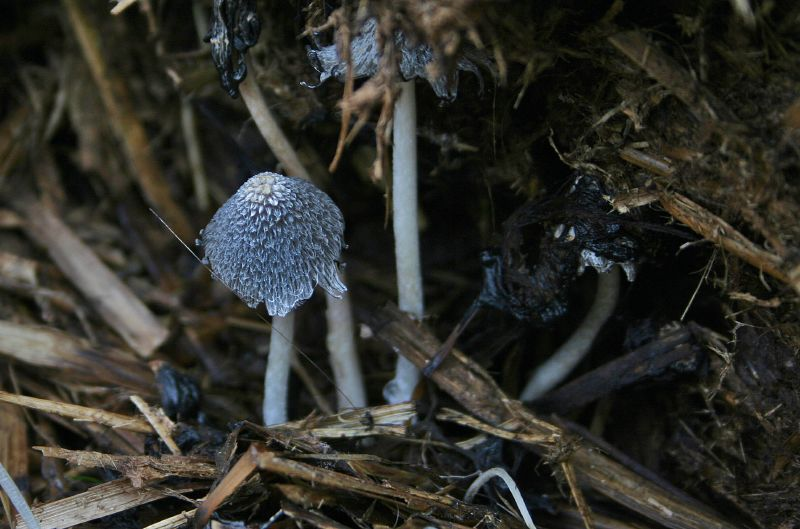
C. macrocephala

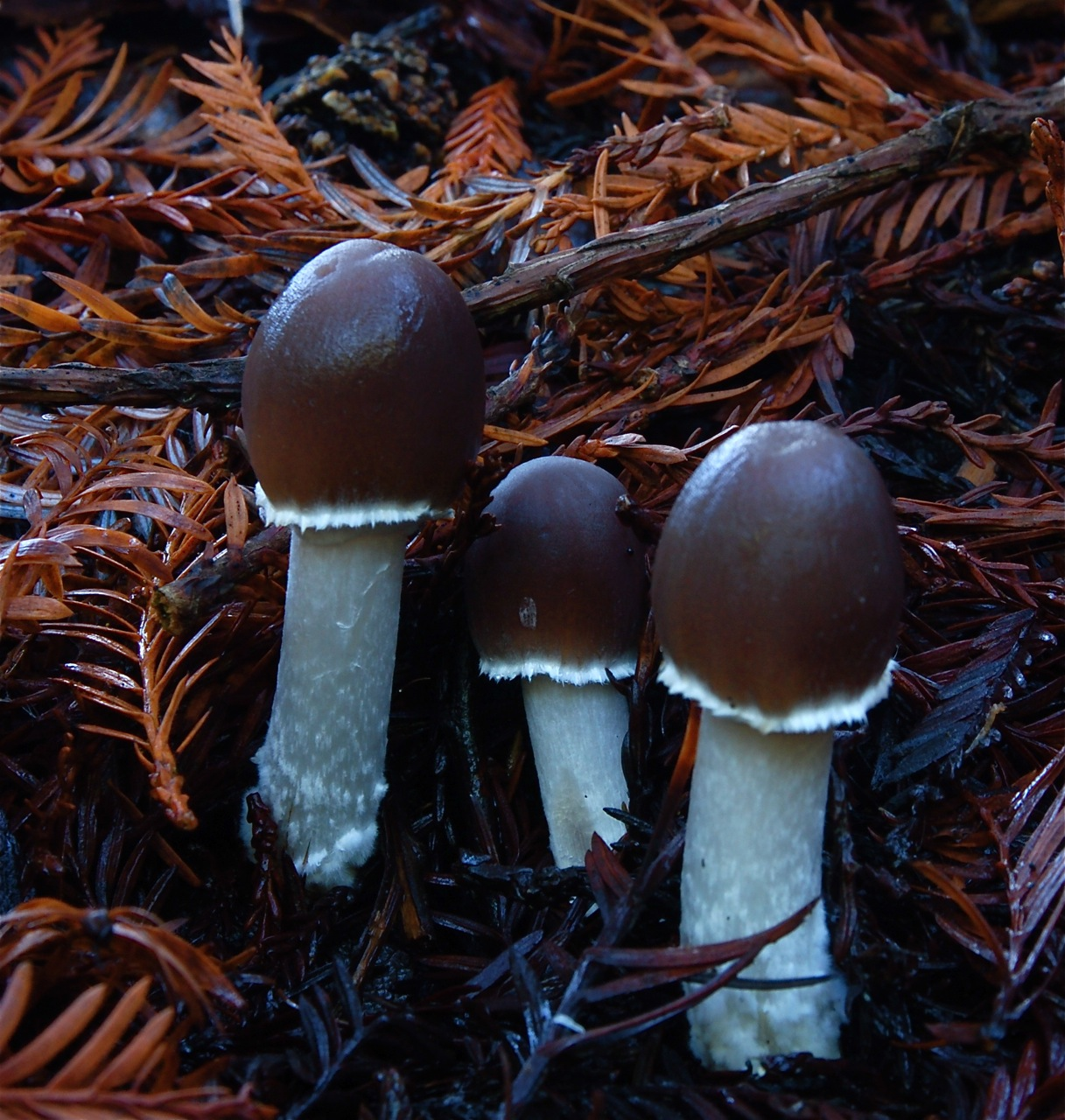
C. marcescibilis
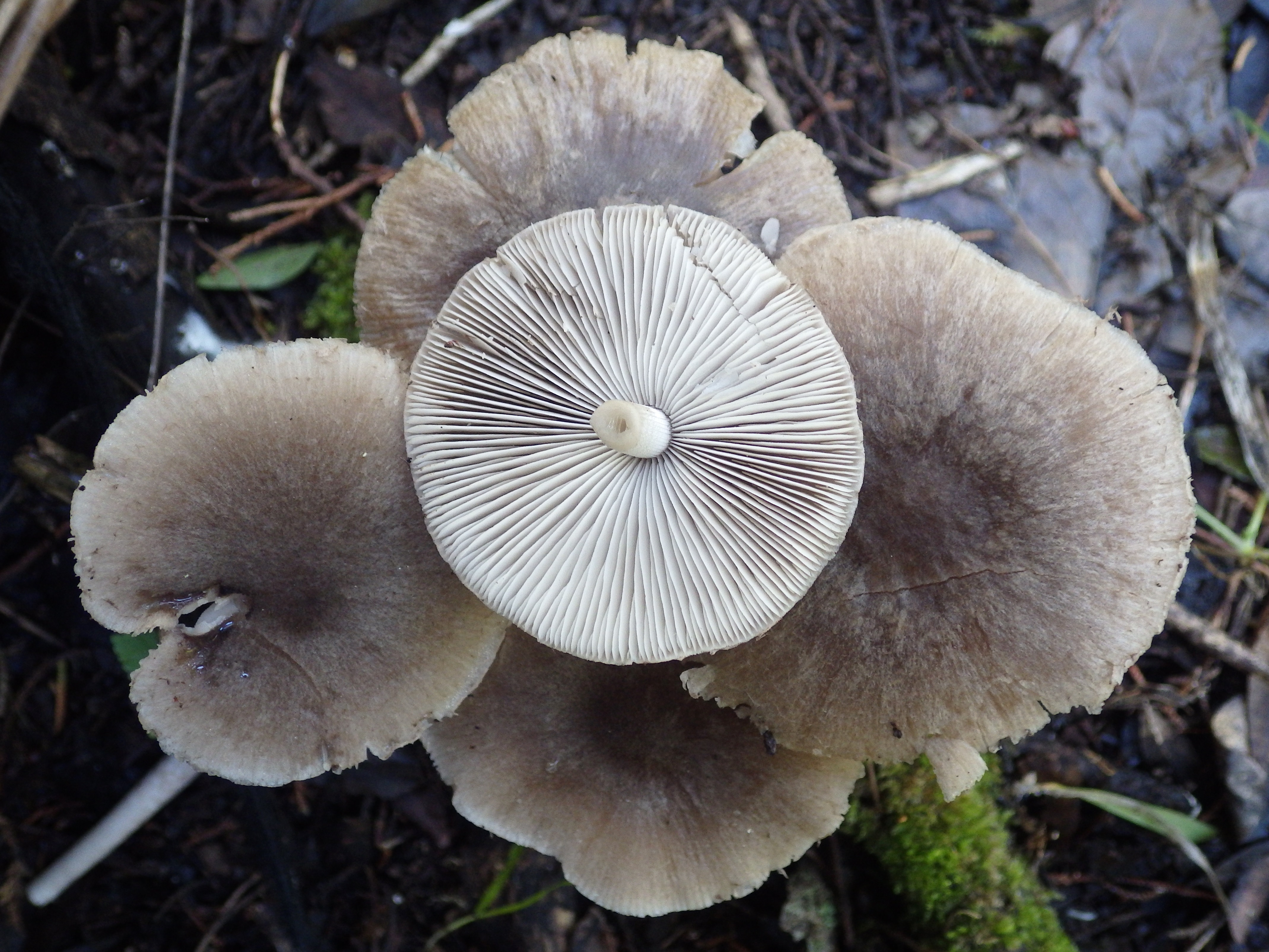
C. melanthina
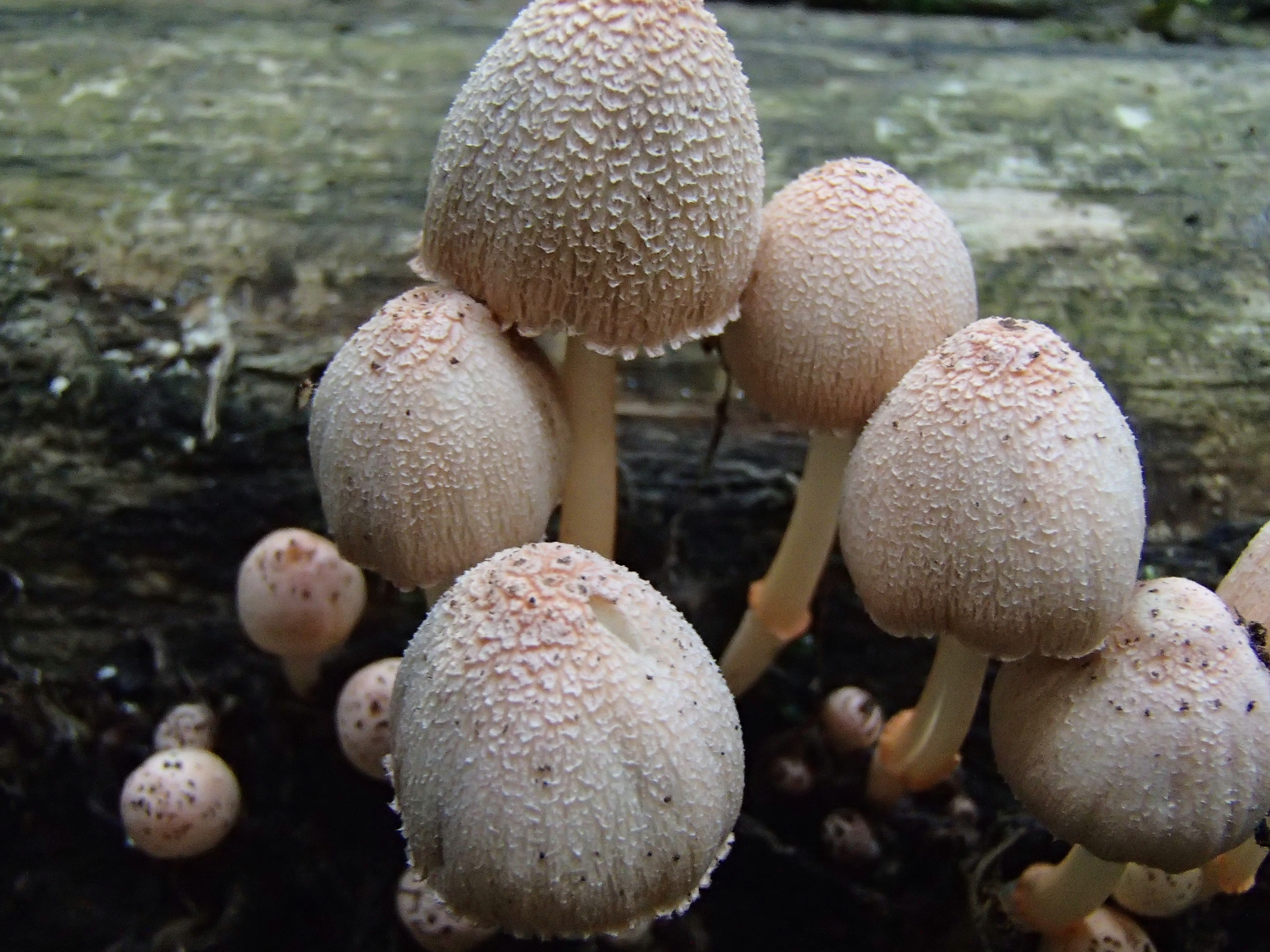
C. mexicana
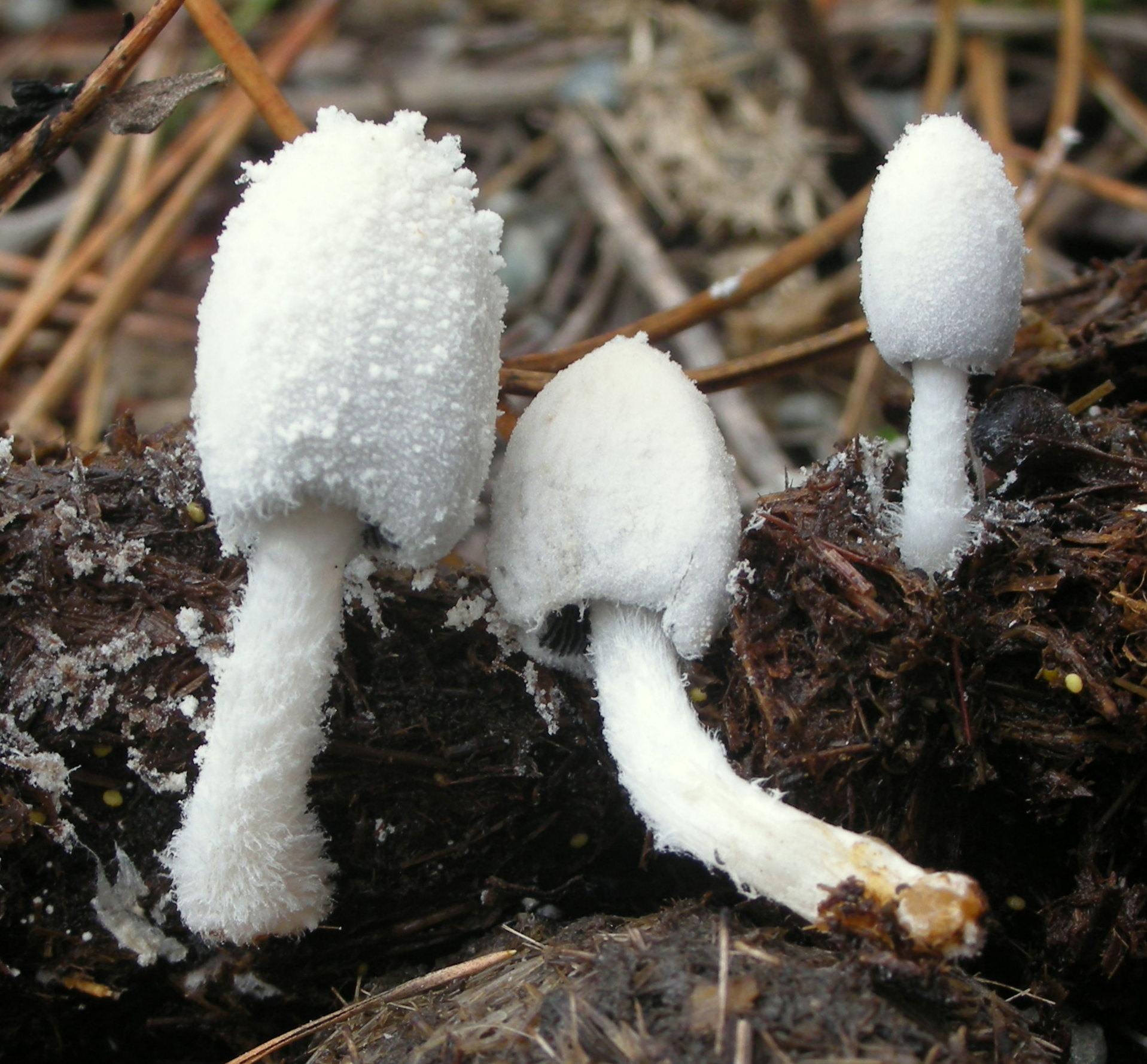
C. nivea
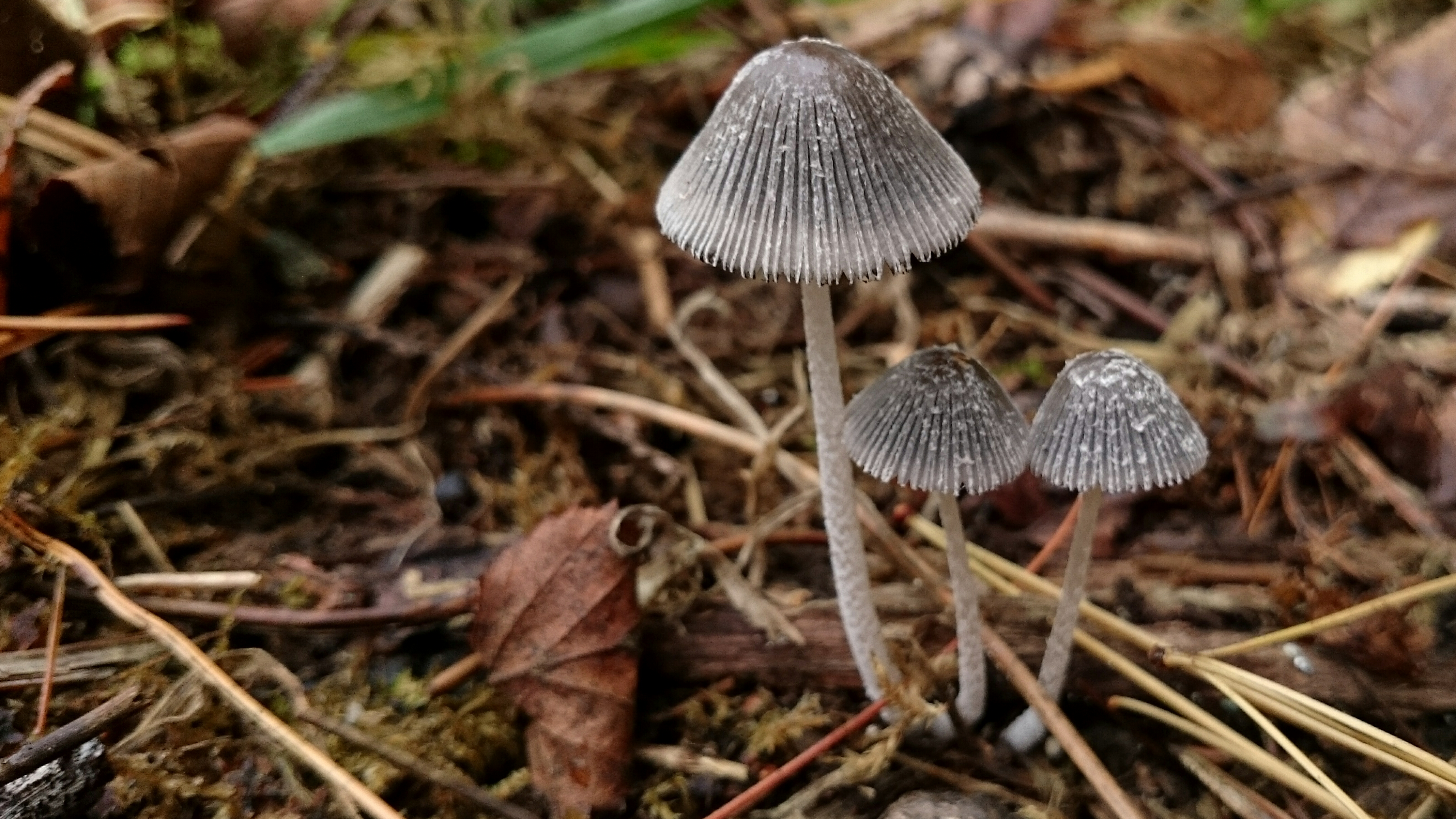
C.phlyctidospora
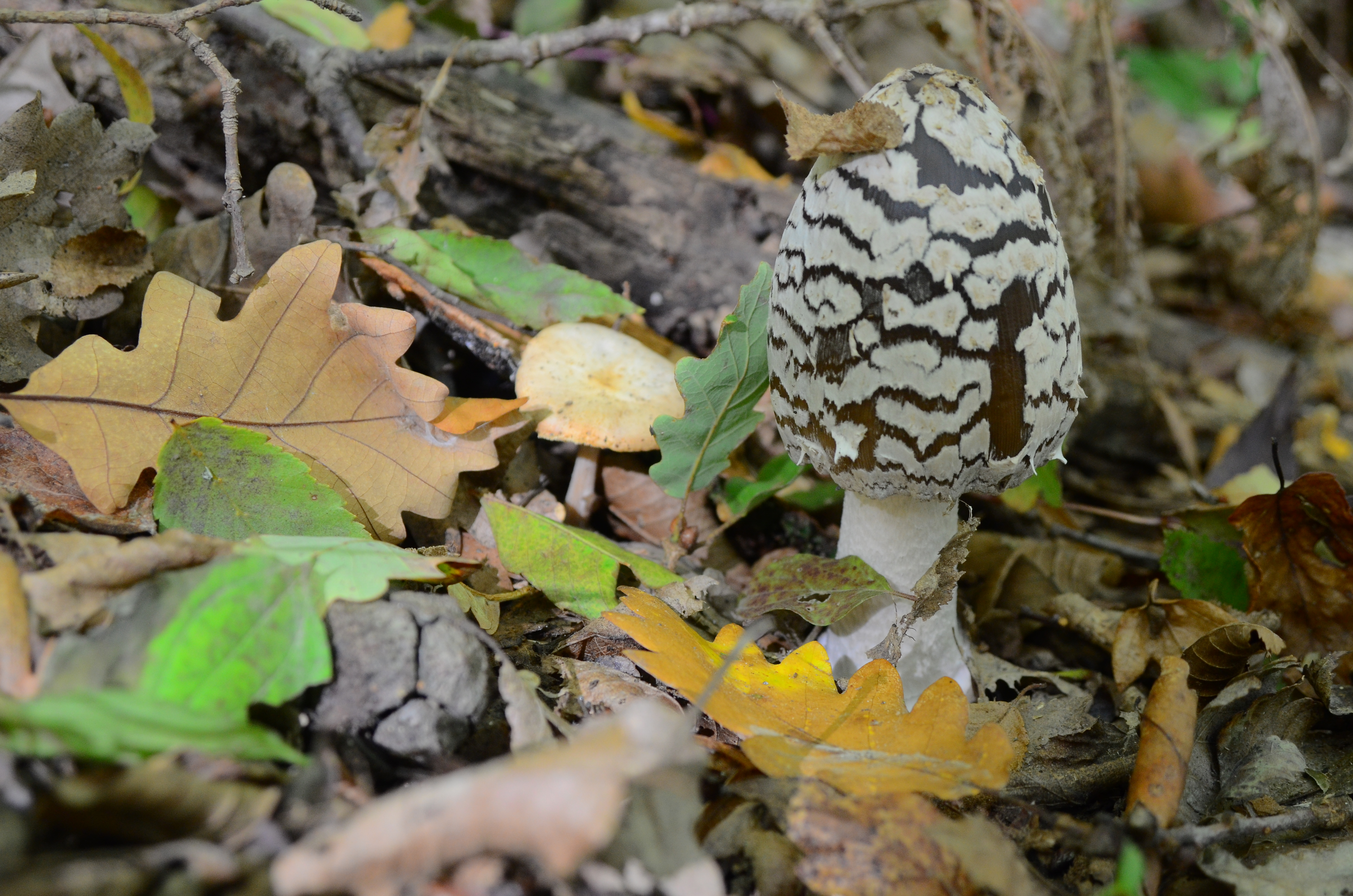
C. picacea,
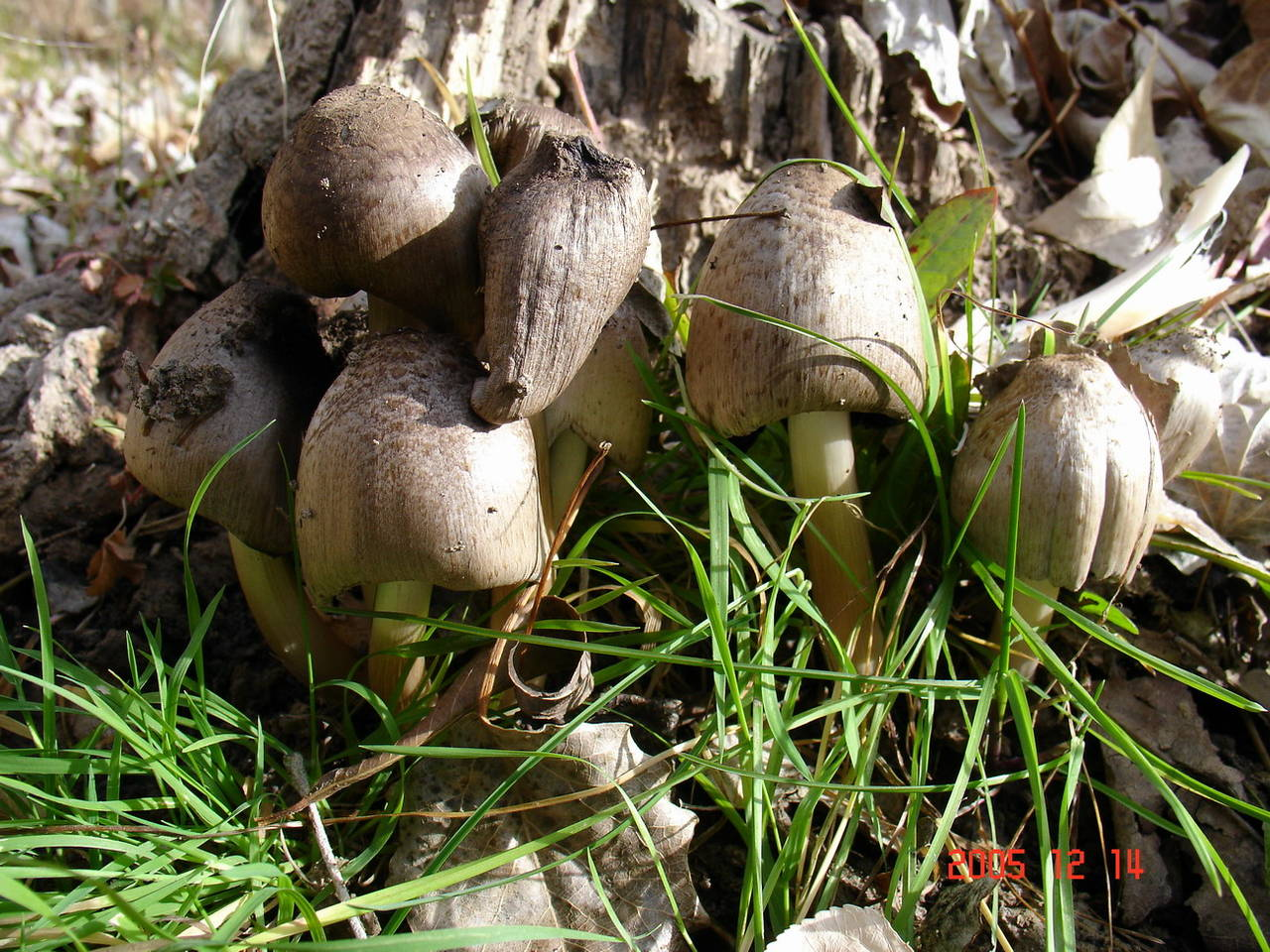
C. romagnesiana
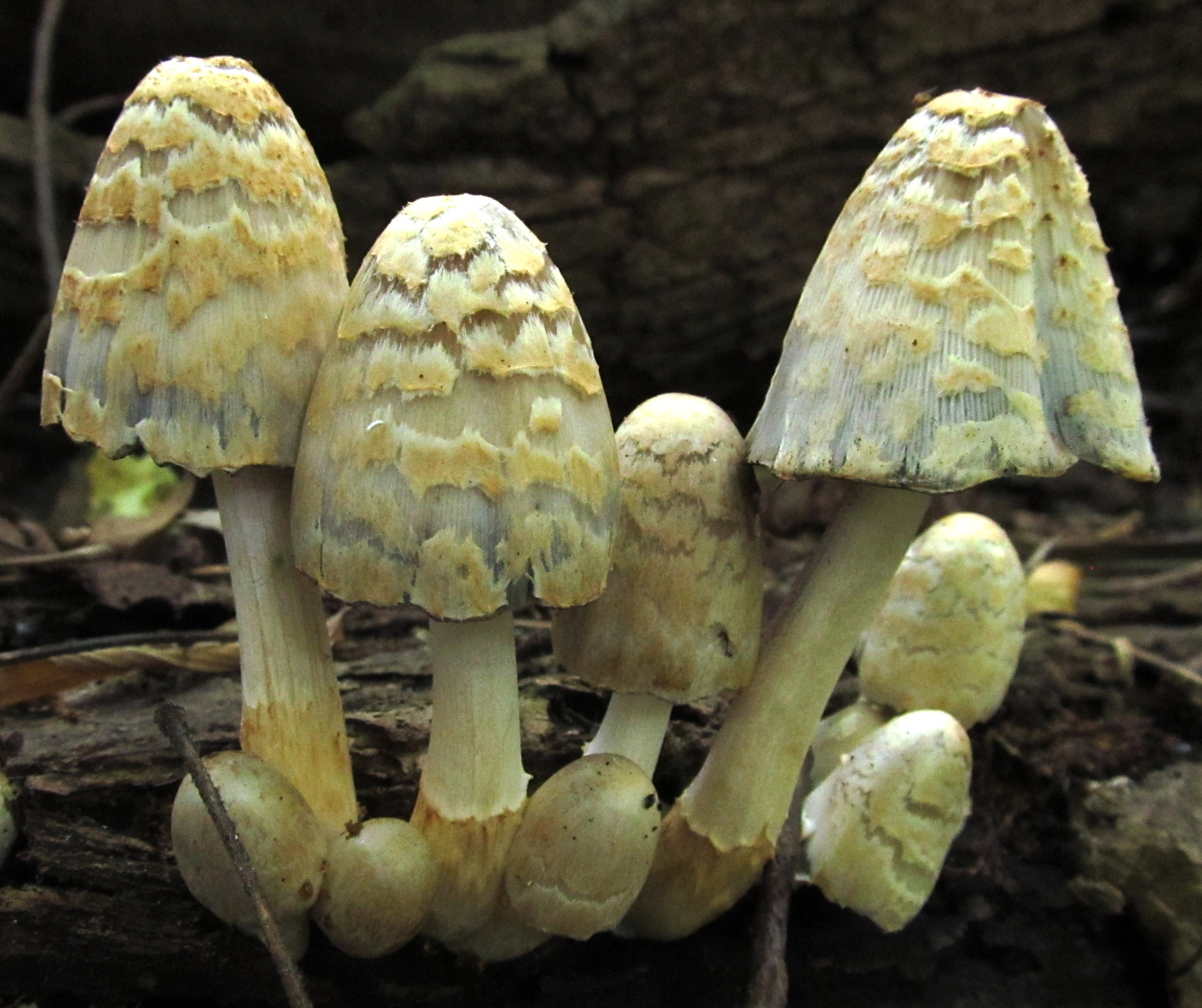
C variegata